# Sebastian Rudy
Sebastian Rudy (* 28. Februar 1990 in Villingen-Schwenningen) ist ein ehemaliger deutscher Fußballspieler. In seiner Jugend spielte er für den VfB Stuttgart und schaffte dort auch den Sprung in den Profifußball. Im Anschluss spielte er sieben Jahre für die TSG 1899 Hoffenheim. Es folgte jeweils ein Jahr beim FC Bayern München und beim FC Schalke 04, ehe er auf Leihbasis zur TSG zurückkehrte. Nach einer kurzen Rückkehr nach Schalke spielte er seit Anfang Oktober 2020 zum dritten Mal in seiner Karriere in Hoffenheim. Für die deutsche Nationalmannschaft bestritt er 29 Länderspiele, gewann mit ihr 2017 den Confed-Cup und nahm 2018 an der Weltmeisterschaft in Russland teil. Seine Hauptposition war im zentralen Mittelfeld, zuweilen wurde er auch im rechten Mittelfeld oder als rechter Verteidiger eingesetzt.

## Sportliche Laufbahn

### Vereinskarriere

#### Anfänge in Schwaben
Rudy begann das Fußballspielen beim FC Dietingen, bei dem sein Vater ihn in der E-Jugend (U11) trainierte. Anschließend spielte er zwei Jahre für den SV Zimmern im gleichen Landkreis, bevor er 2003 mit seinem Bruder Florian zum VfB Stuttgart wechselte. Während sein Bruder den Verein 2004 verließ, absolvierte Rudy bereits zum Ende des Jahres 2007 mit 17 Jahren seine ersten Spiele für die zweite Mannschaft in der Regionalliga Süd. 2008 wurde ihm die Fritz-Walter-Medaille in Silber in der Altersklasse U-18 verliehen. Am 30. Juli 2008 unterzeichnete er, mittlerweile volljährig, einen bis Juni 2012 datierten Lizenzspielervertrag beim VfB Stuttgart. Er gehörte zwar dem Kader der ersten Mannschaft an, spielte zunächst aber meist in der zweiten Mannschaft.
Ab Sommer 2008 spielte die zweite Mannschaft des VfB dann in der neu geschaffenen 3. Liga. Rudy kam am 2. August 2008 bei der 1:3-Niederlage im Auswärtsspiel gegen den 1. FC Union Berlin erstmals zum Einsatz. Nur acht Tage später absolvierte er im Erstrundenspiel des DFB-Pokals beim 5:0-Erfolg beim FC Hansa Lüneburg sein erstes Pflichtspiel für die erste Mannschaft des VfB Stuttgart, mit der er am 4. Spieltag beim torlosen Remis im Carl-Benz-Stadion gegen die TSG 1899 Hoffenheim dann auch sein Bundesligadebüt gab. In der Saison 2009/10 spielte er auch erstmals in der Champions League und erzielte ein Tor gegen die Glasgow Rangers.

#### TSG 1899 Hoffenheim
Nach 15 Bundesligaspielen und acht im Europapokalwettbewerb, in dem er in zwei Spielzeiten zwei Tore erzielte, wechselte er im August 2010 zur TSG 1899 Hoffenheim, nachdem er zu Beginn der Saison 2010/11 noch drei Punktspiele für den VfB Stuttgart bestritten hatte. Sein Debüt für Hoffenheim absolvierte Rudy direkt am 2. Bundesligaspieltag beim 0:1-Auswärtssieg beim FC St. Pauli, als er in der 89. Spielminute für Peniel Mlapa eingewechselt wurde. Bei den Kraichgauern entwickelte sich Rudy sehr schnell zu einem wichtigen Stammspieler in der ersten Mannschaft und wurde dabei sehr flexibel im Mittelfeld eingesetzt. Die TSG war in den folgenden Spielzeiten meistens im Mittelfeld der Bundesliga zu finden und konnte in der Spielzeit 2012/13 sogar erst in der Relegation gegen den 1. FC Kaiserslautern den Klassenerhalt sichern. Mit der Übernahme des Traineramtes durch Julian Nagelsmann im Frühjahr 2016 änderte sich dies sehr schnell. Rudy beendete mit der TSG 1899 Hoffenheim die Spielzeit 2016/17 auf dem 4. Tabellenplatz, wodurch die TSG in der folgenden Spielzeit in der Qualifikation zur UEFA Champions League vertreten sein wird. Zum Zeitpunkt des bisher größten Erfolgs des Vereins gab Rudy bekannt, seinen im Sommer 2017 auslaufenden Vertrag nicht zu verlängern. Insgesamt absolvierte er für Hoffenheim in diesen 7 Jahren 211 Pflichtspiele und erzielte dabei 12 Tore und gab 32 Torvorlagen.

#### FC Bayern München
Im Sommer 2017 wechselte Rudy ablösefrei zum FC Bayern München. In der Saison 2017/18 absolvierte er 35 Pflichtspiele für Bayern München, darunter 5 in der Champions League. Er gewann den DFL-Supercup 2017, wurde Deutscher Meister und Supercup-Sieger 2018.

#### Zwischen Schalke und Hoffenheim

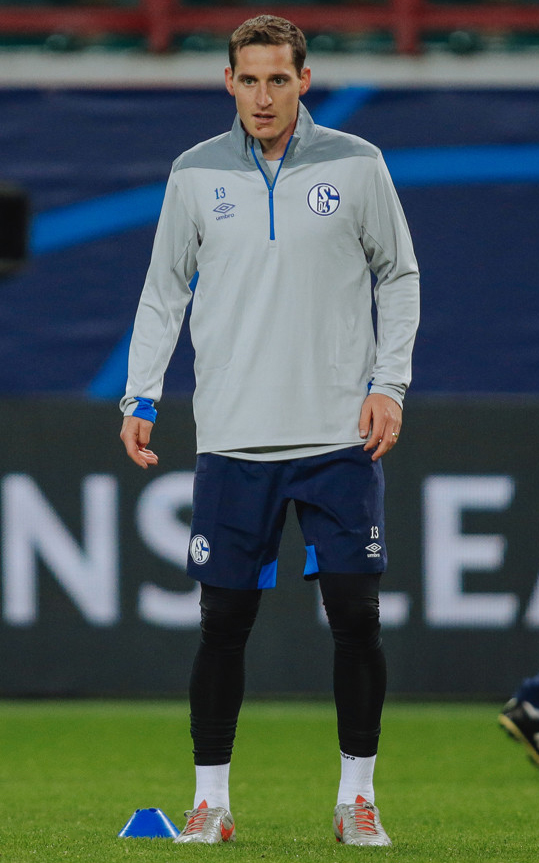
Rudy beim Training mit Schalke 04 (2018)

Im August 2018 wechselte Rudy zum FC Schalke 04. Dort unterschrieb er einen Vertrag bis zum 30. Juni 2022 und erhielt die Rückennummer 13. In Gelsenkirchen konnte sich Rudy in der Saison 2018/19 unter dem Cheftrainer Domenico Tedesco und dessen Nachfolger Huub Stevens weder als dringend benötigter Führungs- noch als Stammspieler beweisen und hielt mit dem Verein am Saisonende nur knapp die Klasse.
Zur Saison 2019/20 kehrte Rudy für eine Saison auf Leihbasis zu seinem alten Klub TSG 1899 Hoffenheim zurück. Zurück bei seinem alten Klub entwickelte sich Rudy direkt wieder zu einem wichtigen Führungs- und Stammspieler und kam so zu 35 Pflichtspieleinsätzen. Die Saison beendete die Mannschaft auf dem 6. Tabellenplatz, welcher zur Teilnahme an der Europa League berechtigte.
Zur Saison 2020/21 kehrte Rudy zunächst zum FC Schalke 04 zurück. Unter David Wagner spielte er beim 0:8 gegen den FC Bayern München und beim 1:3 gegen Werder Bremen als Rechtsverteidiger. Nachdem er unter dem neuen Trainer Manuel Baum am 3. Spieltag nicht zum Einsatz gekommen war, kehrte Rudy Anfang Oktober 2020 kurz vor dem Ende der Transferperiode bis zum Saisonende auf Leihbasis zur TSG 1899 Hoffenheim zurück. Dort kam er unter Sebastian Hoeneß auf 25 Bundesligaeinsätze (21-mal von Beginn), in denen er ein Tor erzielte.
Vor der Saison 2021/22 einigten sich Rudy und der abgestiegene FC Schalke 04 auf eine Vertragsauflösung und Rudy unterschrieb in Hoffenheim einen neuen Vertrag bis zum 30. Juni 2023. Nach der Saison 2022/23 verließ Rudy den Verein mit seinem Vertragsende.
Im September 2023 beendete er seine Profikarriere. Am Ende seiner Laufbahn im Lizenzfußball standen mehr als 350 Erstligaspiele zu Buche. Im Anschluss gab er im Amateurbereich im Oktober 2023 sein Comeback in seinem Wohnort Dilsberg, für die SpG Dilsberg 1 / Bammental 2 in der bfv-Kreisklasse A Heidelberg.

### Auswahleinsätze
Sebastian Rudy spielte für mehrere deutsche Juniorennationalteams. Er belegte 2007 mit Deutschland bei der U-17-Weltmeisterschaft den dritten Platz. Danach spielte er für die U-18- und die U-19-Nationalmannschaft und die U-21-Nationalmannschaft.
Weil sich nach Bastian Schweinsteiger und Christian Träsch auch noch Sami Khedira und Simon Rolfes verletzt hatten, wurde Rudy am 5. Juni 2011 von Bundestrainer Joachim Löw für das EM-Qualifikationsspiel der A-Nationalmannschaft gegen die Auswahl Aserbaidschans am 7. Juni 2011 erstmals nominiert, kam jedoch nicht zum Einsatz. Erst im Mai 2014 wurde Rudy für das Test-Länderspiel gegen Polen nach drei Jahren erneut für die Nationalmannschaft berufen. In diesem Spiel, zu dem kurz vor der WM-Vorbereitung 2014 ein Großteil der Stammspieler verhindert war, debütierte er am 13. Mai 2014 neben elf anderen Spielern beim torlosen Remis in Hamburg. Am 2. September berief ihn Löw wegen personeller Sorgen im defensiven Mittelfeld nachträglich in den Kader für das Test-Länderspiel gegen Argentinien und für das EM-Qualifikationsspiel gegen Schottland, in dem er sein Startelfdebüt gab.
Für die Europameisterschaft 2016 wurde Rudy in den erweiterten, 27 Spieler umfassenden Kader berufen. Im endgültigen Kader war er jedoch nicht vertreten. Beim FIFA-Konföderationen-Pokal 2017 in Russland verpasste Rudy lediglich 16 Minuten, stand bei allen Spielen in der Startelf und gewann mit der Mannschaft das Turnier.
Bei der WM 2018 zog er sich im zweiten Gruppenspiel gegen Schweden einen mehrfachen Nasenbeinbruch zu. Aufgrund dieser Verletzung und der darauf folgenden Operation, bei der eine Vollnarkose eingesetzt wurde, fiel Rudy für das dritte Gruppenspiel gegen Südkorea aus, bei dem die deutsche Mannschaft nach einer schwachen Leistung 0:2 verlor und somit als Gruppenletzter aus dem Turnier ausschied. Nach Aussage von Bundestrainer Joachim Löw wäre ein Einsatz Rudys nach Vollnarkose und Atemproblemen „noch zwei bis drei Tage zu früh“ gekommen.
Ab Herbst 2019 wurde Rudy nicht mehr für die Nationalmannschaft nominiert. Von seinen 29 Länderspielen gewann die DFB-Elf 16 Partien und verlor nur vier.

## Titel
Nationalmannschaft
- Confed-Cup-Sieger: 2017

Verein
- Deutscher Meister: 2018 (FC Bayern München)
- Deutscher Supercupsieger: 2017 (FC Bayern München)

Persönlich
- Fritz-Walter-Medaille (U18): 2008 in Silber

## Trivia
Rudy wuchs als zweitältestes von vier Geschwistern in einer fußballbegeisterten Familie in Dietingen im Landkreis Rottweil auf. Sein Vater hatte einst mit Jürgen Klinsmann in der Württemberg-Auswahl gespielt, während auch seine drei Brüder und seine Schwester Fußball auf Vereinsebene betrieben. Sein ein Jahr älterer Bruder Florian war ebenfalls Fußballprofi in der 3. Liga und beendete seine Karriere im Jahr 2014. Neben dem Fußball spielte Sebastian Rudy in seiner Jugend auch Eishockey und Tennis. Er zählt Bernd Schneider zu seinen Fußball-Idolen.
Rudy legte 2009 sein Fachabitur ab und begann an der Stuttgarter Cotta-Schule das duale Berufskolleg „Sport-Vereinsmanagement“.
Sebastian Rudy heiratete im Mai 2014. Im März 2018 wurde er zum ersten Mal Vater.